# Hypsiscopus
Hypsiscopus är ett släkte ormar i familjen Homalopsidae med två arter som förekommer i södra och sydöstra Asien.
Arterna är med en längd upp till 50 cm små ormar. De förekommer från Indien och södra Kina till Indonesien. Släktets medlemmar lever i träskmarker och risodlingar. De hittas ofta i diken. Födan utgörs av grodor och grodyngel. Honor lägger inga ägg utan föder levande ungar. I äldre taxonomiska avhandlingar listades arterna i släktet Enhydris.
Arterna är:
- Hypsiscopus matannensis
- Hypsiscopus plumbea